# Paco Fortes
Francisco Fortes Calvo, detto Paco (Barcellona, 4 gennaio 1955), è un allenatore di calcio ed ex calciatore spagnolo, di ruolo attaccante.

## Palmarès

### Giocatore

#### Competizioni nazionali
- Coppa di Spagna: 1

Barcellona: 1977-1978
- Coppa della Liga: 1

Real Valladolid: 1984

#### Competizioni internazionali
- Coppa delle Coppe: 1

Barcellona: 1978-1979